# Hilyotrogus assamensis
Hilyotrogus assamensis är en skalbaggsart som beskrevs av Moser 1913. Hilyotrogus assamensis ingår i släktet Hilyotrogus och familjen Melolonthidae. Inga underarter finns listade i Catalogue of Life.